# Анчаров Михайло Леонідович
Михайло Леонідович Анчаров (рос. Михаил Леонидович Анчаров; 28 березня 1923 — 11 липня 1990) — радянський (російський) письменник, поет, бард, драматург, сценарист і художник.

## Біографія
Михайло Анчаров народився в Москві 28 березня 1923 року в сім'ї інженера-конструктора з Харкова Леоніда Михайловича Анчарова і його дружини — уродженки Ніжина Євгенії Ісаївни Анчарової. 1941 року вступив до Архітектурного інституту, але того ж року пішов до армії. Воював у десантних військах, під час війни вступив до Військового інституту іноземних мов Червоної Армії і закінчив його 1944 року. Військовим перекладачем з китайської мови був відправлений на Далекосхідний фронт, брав участь у бойових діях у Маньчжурії. Демобілізувався 1947 року, закінчив відділення живопису Московського державного художнього інституту імені Сурікова.
Ще 1937 року Анчаров почав складати пісні на вірші Олександра Гріна, Бориса Корнілова, Віри Інбер. Під час війни почав писати пісні на власні вірші, виконуючи їх під власний акомпанемент на семиструнній гітарі. Вважається засновником жанру авторської пісни («першим бардом»); Володимир Висоцький називав Анчарова своїм учителем  [Архівовано 27 вересня 2007 у Wayback Machine.].
Після війни окрім пісень і віршів у творчому доборобку має також прозу, зокрема фантастику (найпомітніша книга — «Самшитовий ліс»). 1967 року стає членом Спілки письменників СРСР. Також працює сценаристом художніх фільмів.
Михайло Анчаров помер 11 липня 1990 року.